# József Szlávy
József Szlávy de Érkenéz et Okány (Jura, 23. studenog 1818. – Nová Ves nad Žitavou, 8. kolovoza 1900.) bio je mađarski
političar koji je bio premijer od 1872. do 1874., predsjednik Zastupničkog doma Mađarske od 3. travnja 1879. do 12. travnja 1880. te Zajednički ministar financija Austro-Ugarske od 1880. do 1882. godine.